# Leonard Antoon Hubert Peters
Leonard Antoon Hubert Peters (Well, 8 juli 1900 - Bergen op Zoom, 5 april 1984) was een Nederlands landbouwkundige, diplomaat en politicus. Hij was lid van de Katholieke Volkspartij (KVP).

## Leven en werk
Peters was minister van Uniezaken en Overzeese Rijksdelen in het kabinet-Drees I. Hij was een Noord-Limburgse landbouweconoom die kort na zijn studie in Wageningen landbouwattaché werd in Washington. Hij speelde in de VS tijdens de Tweede Wereldoorlog een belangrijke rol als lid van de Nederlandse economische missie. Na de oorlog was hij enkele jaren gouverneur van de Nederlandse Antillen. Tijdens zijn bewind als minister vestigden zich 12.000 Ambonezen in Nederland. Na zijn aftreden werd hij, net als eerder zijn vader en grootvader, burgemeester.

## Onderscheidingen
- Officier in de Orde van Oranje-Nassau
- Ridder in de Orde van de Nederlandse Leeuw (26 september 1952)

- Biografisch Portaal: 73771746
- Parlement.com: vg09llhnvryg